# SN 2003gl
SN 2003gl – supernowa typu Ia odkryta 5 lipca 2003 roku w galaktyce NGC 7782. W momencie odkrycia miała maksymalną jasność 18,30m.